# Beijing BJ212
Le chinois Beijing Automobile Works, anciennement Beijing Jeep, BJ212 ( chinois : 212) et BAW BJ2020 est 4x4 inspiré du Land Rover et de la Jeep, à l'origine un moteur 2.4 L (2445 cc) à essence à quatre cylindres (des moteurs diesel à quatre cylindres ont été ajoutés dans les années 2000). La conception originale, dépendant en grande partie des tout-terrains russes UAZ et possiblement développée conjointement avec l'UAZ-469, a fait ses débuts en 1965 sous le nom de Beijing BJ212. Elle est connue sous le nom de série BJ2020 depuis que le système de classification des voitures chinoises a été modifié en 1989. Pour le modèle BJ210, la fabrication s'est poursuivie et a été transférée à First Auto Works de Tianjin qui a repris la fabrication sous le nom de TJ210 C. First Auto Works de Tianjin produit également des variantes avec deux demi-portes métalliques et une version à empattement allongé avec quatre portes métalliques.

## Historique
Il est couramment utilisé par le gouvernement chinois (en particulier les forces armées), mais est également disponible dans le commerce civil. Diverses versions de la Jeep sont aujourd'hui vendues sous les noms de Zhanqi, Jinxuanfeng, City Cruiser, Kuangchao et Ludi. Le BJ212 a été expressément développé pour être utilisé par l'armée chinoise ainsi que par des cadres de niveau inférieur. Des copies semi-légales ont également été construites par Xinkai à Hebei, à partir de 1984.
Au début des années 2000, la version construite par Xinkai était vendue sous le nom de Lieying ("Faucon"), une copie de la version à toit rigide quatre portes Zhanqi, équipée du GW491QE de 2,2 litres (une copie du moteur Toyota 4E, également construit en Hebei par Great Wall Motors).
Depuis 2012, Beijing Auto Works (北京汽车制造厂有限公司) produit le BJ212 et le Zhanqi à Huanghua, Hebei（河北省黄骅市, équipé en premier lieu du moteur 2,0 litres 4G20 (une copie du moteur Toyota 4Y, construit par Brilliance Auto Xinchen XCE dans le Sichuan), puis un moteur Mitsubishi turbocompressé de 1,5 litre et un moteur Mitsubishi turbocompressé de 2,4 litres (construit à Shenyang, province du Liaoning par Hangtian Mitsubishi, une coentreprise entre Mitsubishi et le groupe public Hangtian). En effet, le moteur 4G20 ne répondait pas aux normes Euro 4.

## Évolutions
- BJ2020 : mise à jour du châssis. La production s'étend de 1986 à 2005. Le véhicule est amélioré avec un moteur BJ492 de 2,45 L et une consommation de 12 litres pour 100 kilomètres.
- BJ2022 : Nouveau châssis. Doté de moteurs plus puissants et d'une meilleure transmission[6].

## Variantes

### BJ212
- BJ212 - (1964-1986) Version standard à cinq places
- BJ212A - Version huit places à empattement long
  - BJ212F - BJ212A avec un toit en toile solide
- BJ212E - Conçu en 1986. Avec un moteur diesel Perkins et une nouvelle transmission. Également utilisé sur un prototype Jeep Cherokee avec des roues de 15 pouces construit la même année[7].
- BJ 121 - (1980-1986) pick-up à deux roues motrices[8]
  - BJ 1021 - (1986-201 ?) une version renommée de l'empattement long, 2WD BJ 121
- BJ 222 - (1980-1986) pick-up à quatre roues motrices, à l'origine appelé BJ 211. Remplacé par la série BJ2032
- BJ 2020 - (1986-2005) Amélioré le moteur BJ492 de 2,45 litres, 12 litres de carburant aux 100 kilomètres
  - BJ2020N : BJ2020N, BJ2020NA, BJ2020NJ (type militaire), BJ2020NAJ (type militaire)
  - BJ2020S : BJ2020S, BJ2020SA, BJ2020SAJ (type militaire), BJ2020SG, BJ2Q20SJ (type militaire), BJ2020ST
  - BJ2020V "New City Cruiser": BJ2020VA, BJ2020VB, BJ2020VE, BJ2020VT (moteur C498QA)
- BJ 2024 S "Jinxuanfeng" (2000-2001) redessiné avec des phares rectangulaires et une calandre de type Jeep Wrangler
- BJ 2023/2024 Z "Zhanqi" (2001-Présent) similaire, mais moins anguleux et avec des phares ronds inspirés du Jeep CJ.
- Série BAW2033 "BJ212" (2020-Présent) Équipé d'un moteur à essence turbocompressé de 1,5 litre ou d'un moteur à essence de 2,4 litres fabriqué par Hangtian Mitsubishi, qui est conforme à la norme d'émission National VI. La version standard de la série BAW2033 comprend une climatisation et un nouvel intérieur dérivé du BAW Yongshi (Gen 1).
- BJ 2032 (1986-2005) modèles à quatre roues motrices à empattement long, remplaçant le BJ 222[9]
  - BJ 2032 Z "Zhanqi" (2005-présent) comme BJ 2032 mais redessiné en s'inspirant des lignes du Zhanqi

### Versions militaires
- BJ212 HJ-8 : HJ-8 ATGM monté sur châssis BJ212[10].
- BJ2020 HJ-8 : HJ-8 ATGM monté sur châssis BJ2020SAJ. Il est utilisé comme plate-forme d'appui terrestre léger par la Force terrestre de l'Armée populaire de libération[11].
- BJ2022 : véhicule légèrement blindé. mise à niveau de BJ2020.

## Galerie

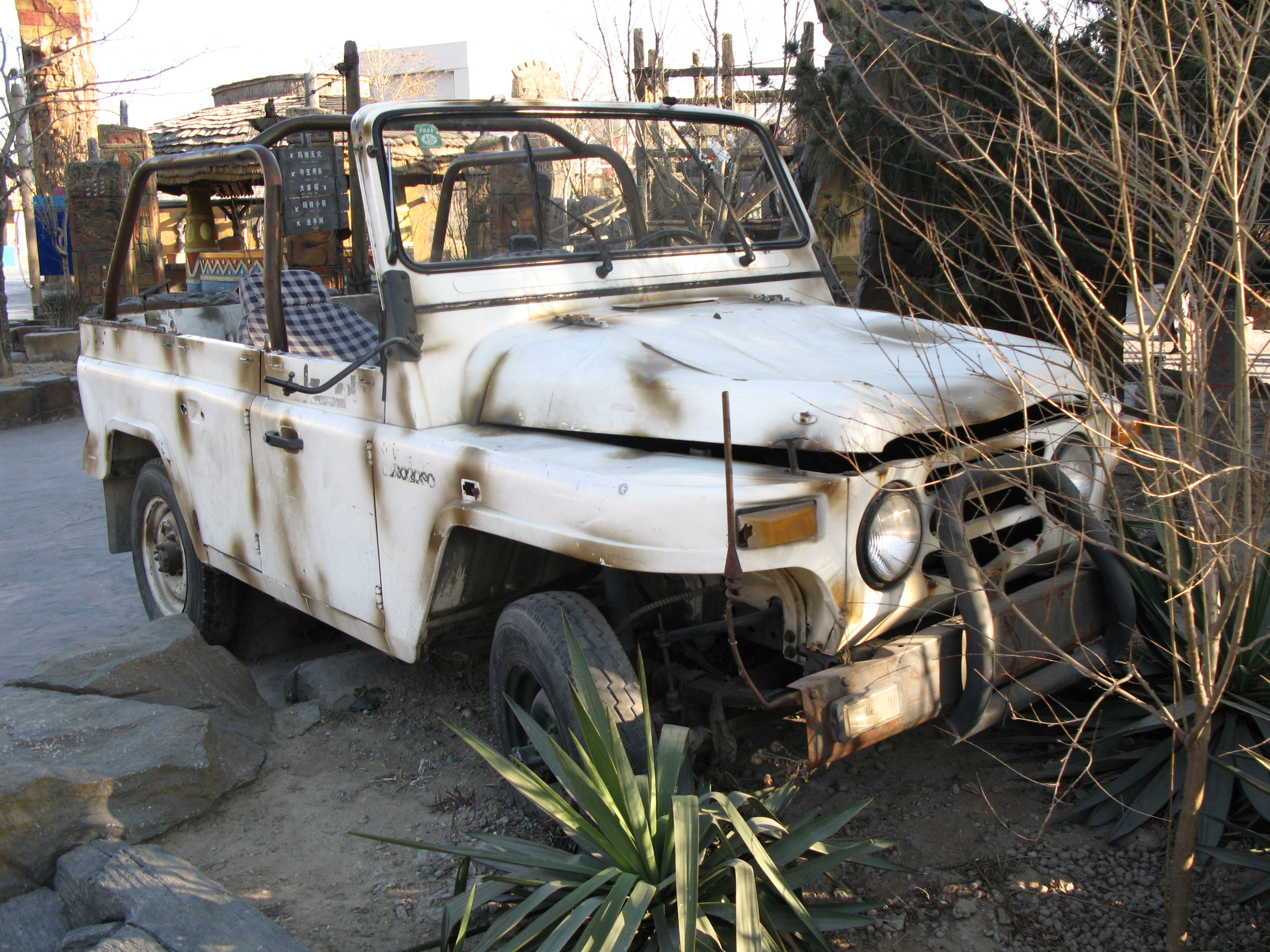
BJ212
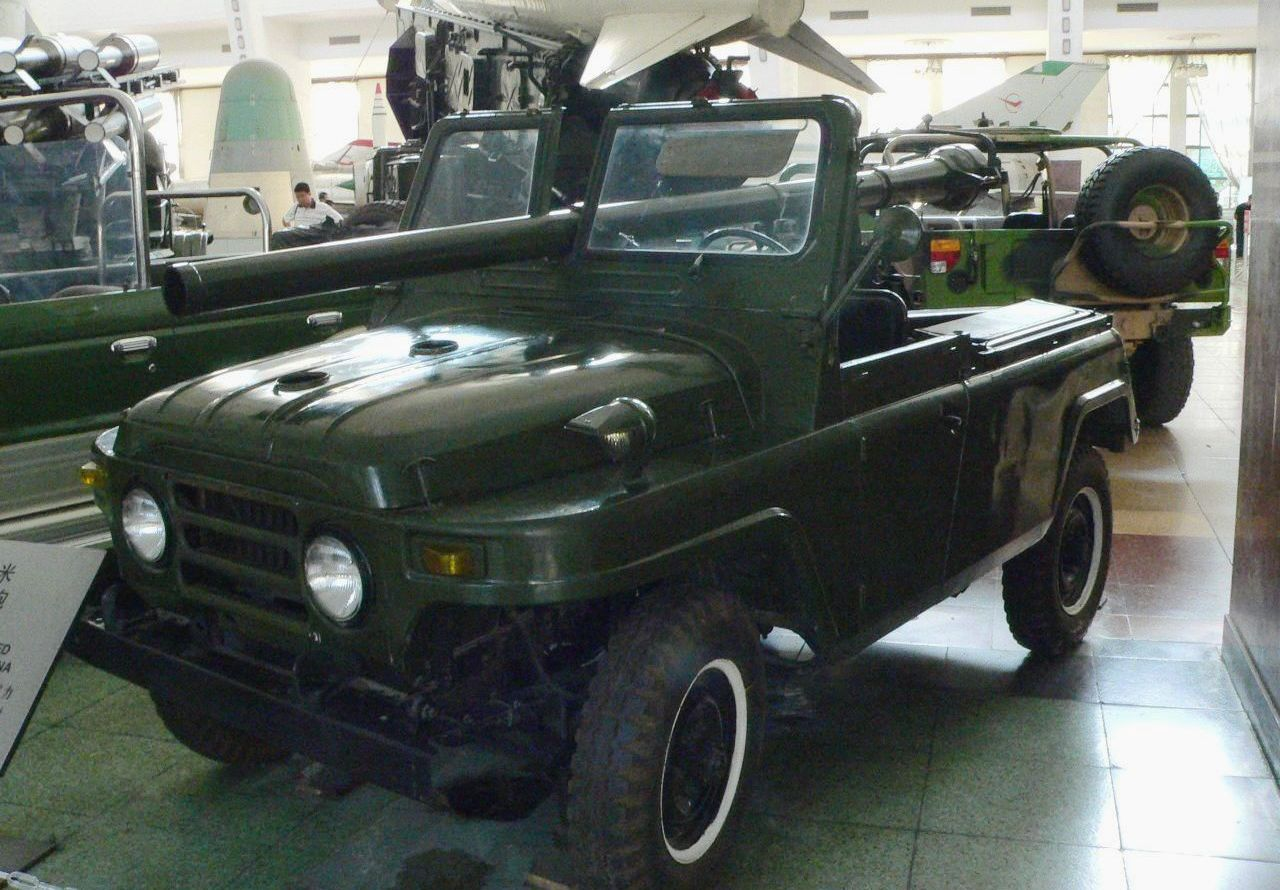
BJ212A avec canon sans recul 75 mm Type 75 105 mm
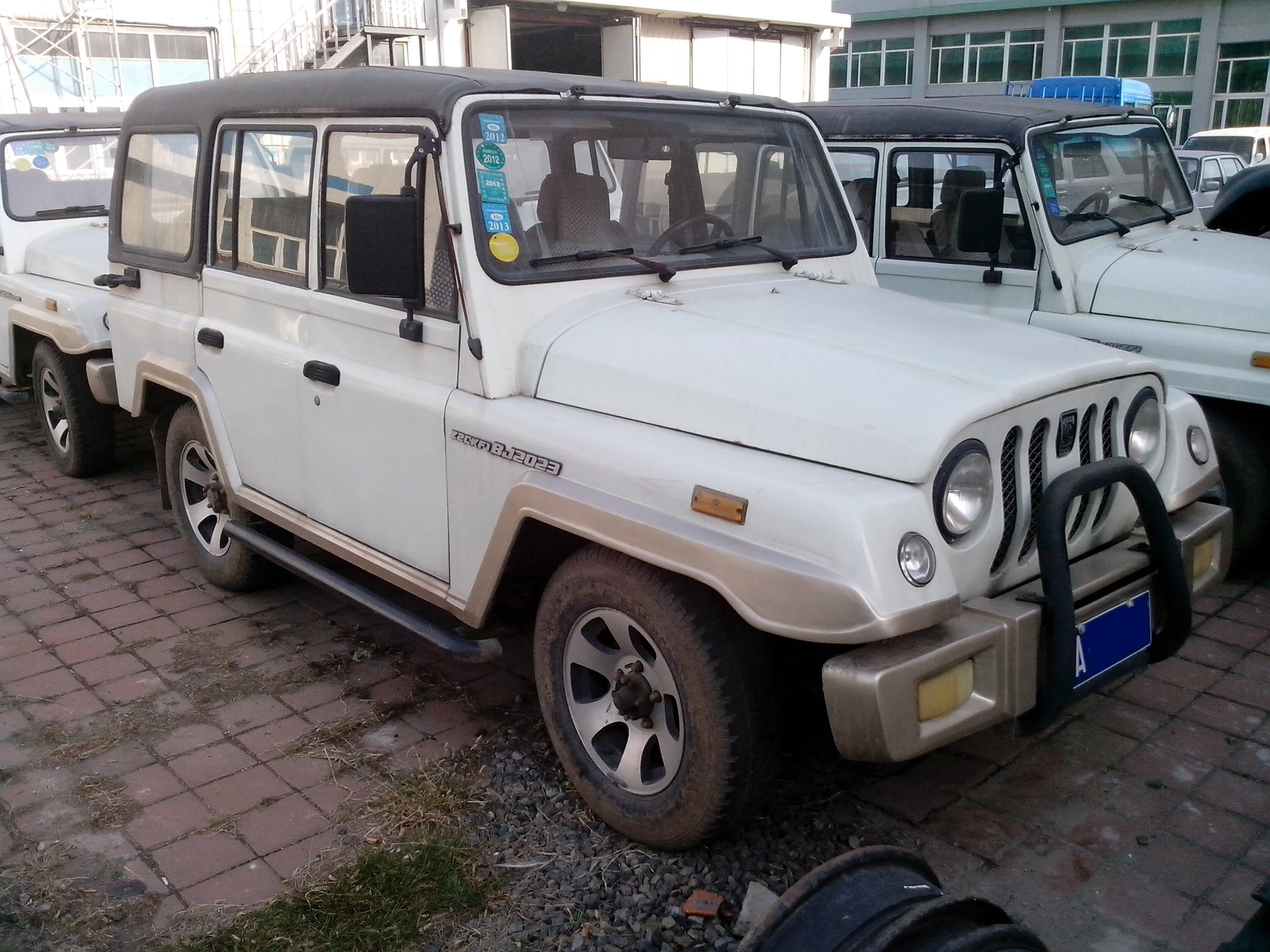
BAW BJ2023 Z2CKF1 "Zhanqi" tout-terrain
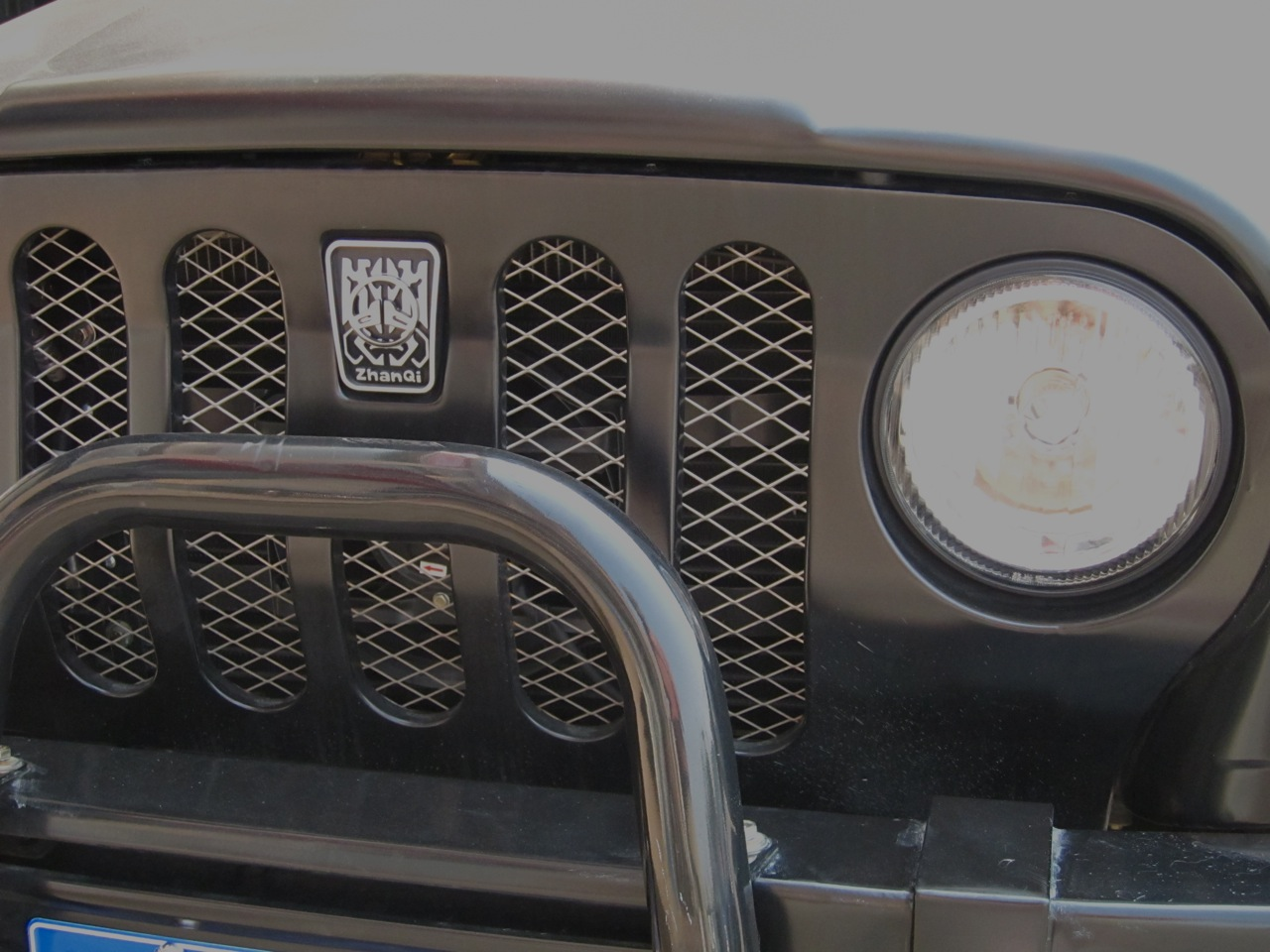
Grill et badge
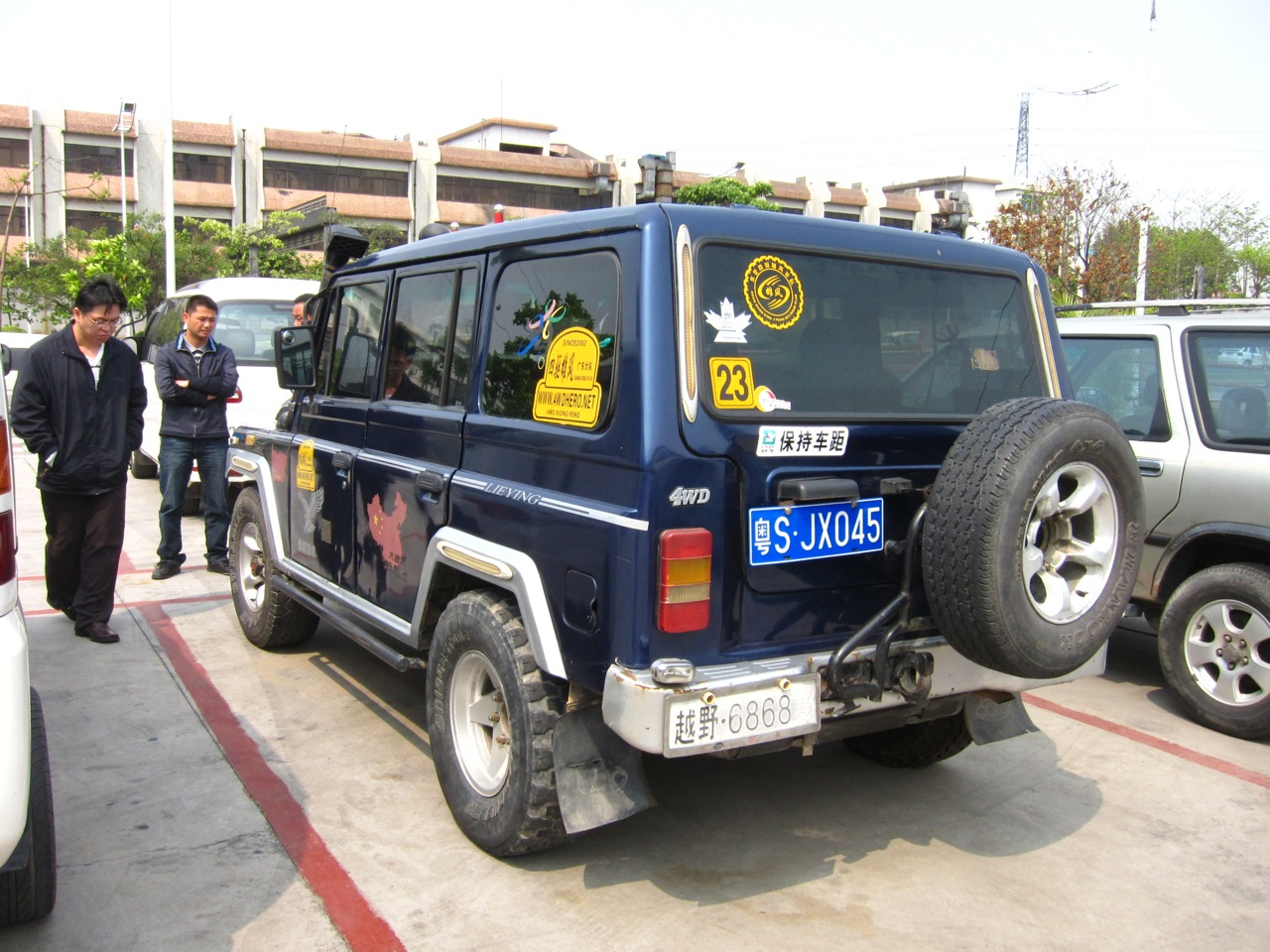
Xinkai HXK2021TPE " Couché "
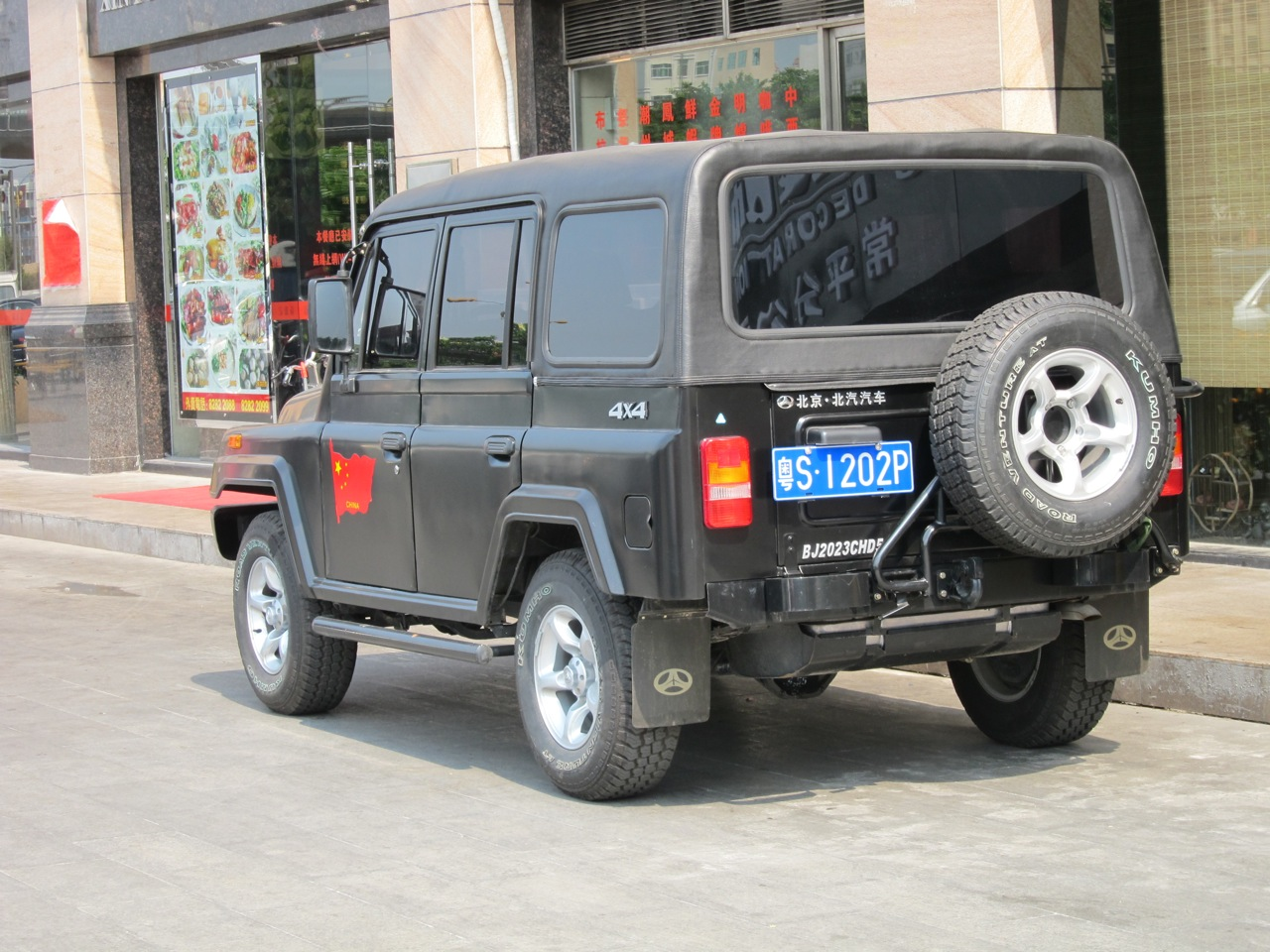
Pékin BJ2023
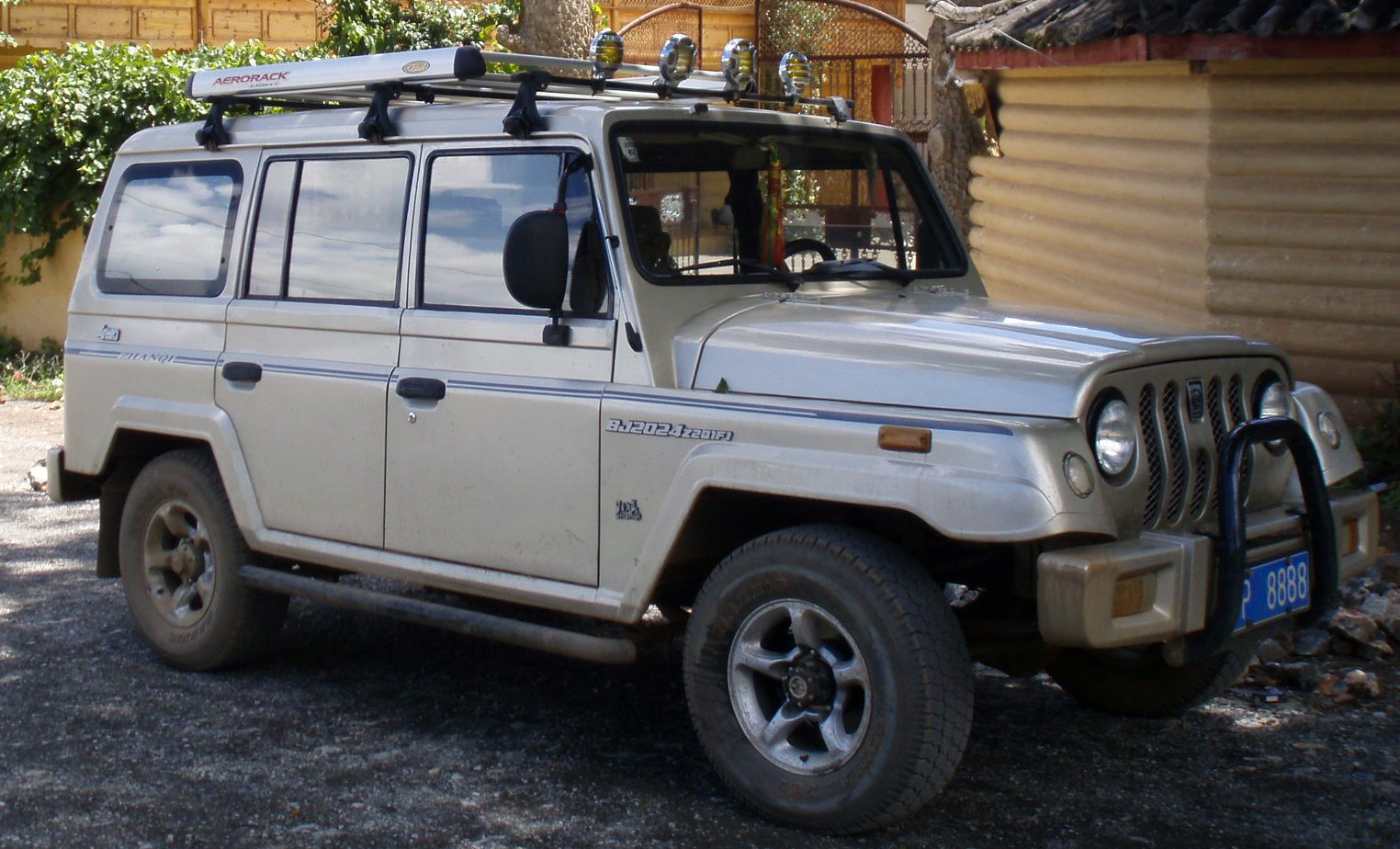
Toit rigide BJ2024 Z2Q1F1 "Zhanqi"
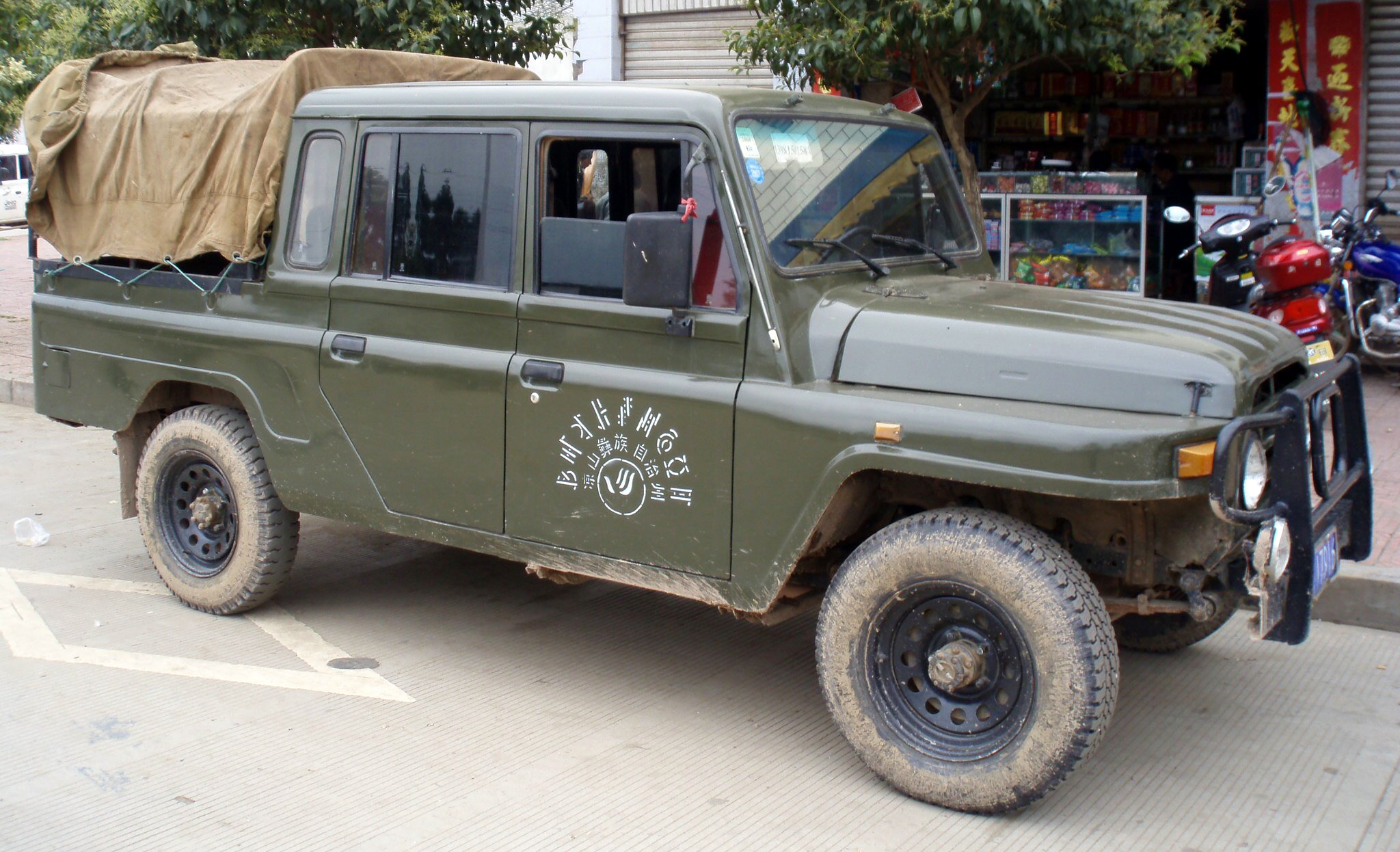
BJ2032 SAQ 4 portes HT Pickup

## Liste des opérateurs
- Albanie
- Tchad
- Pakistan
- Chine
- Cuba
- Syrie
- Corée du Nord
- Viêt Nam